# Pignus
Pignus is een geslacht van spinnen uit de familie springspinnen (Salticidae).

## Soorten
De volgende soorten zijn bij het geslacht ingedeeld:
- Pignus lautissimum Wesolowska & Russell-Smith, 2000
- Pignus pongola Wesolowska & Haddad, 2009
- Pignus simoni (Peckham & Peckham, 1903)